# Tarragona Challenger 1982
Il Tarragona Challenger 1982 è stato un torneo di tennis facente parte della categoria ATP Challenger Series nell'ambito dell'ATP Challenger Series 1982. Il torneo si è giocato a Tarragona in Spagna dal 15 al 21 agosto 1982 su campi in terra rossa.

## Vincitori

### Singolare
Sergio Casal ha battuto in finale  Jairo Velasco Sr con il punteggio di 5–7, 6–2, 6–4

### Doppio
Sean Brawley /  Christo Steyn hanno battuto in finale  Francisco Ferrer /  Martín Jaite con il punteggio di 6–3, 6–0